# 파이오니어브랜치
파이오니어브랜치(영어: PioneerBranch)은 기업의 구매, 판매, 급여 및 현금 관리 등 자금의 모든 흐름을 은행 전산망과 연결시켜 실시간으로 관리할 수 있게 하는 통합자금관리서비스 프로그램을 말한다.
비슷한 제품으로 사이버브랜치(Cyber branch), 이브랜치(e-branch) 등이 있으며, 국내 시중은행 대부분이 비슷한 제품을 별도의 명칭으로 제공하고 있다.